# Slavery by Another Name

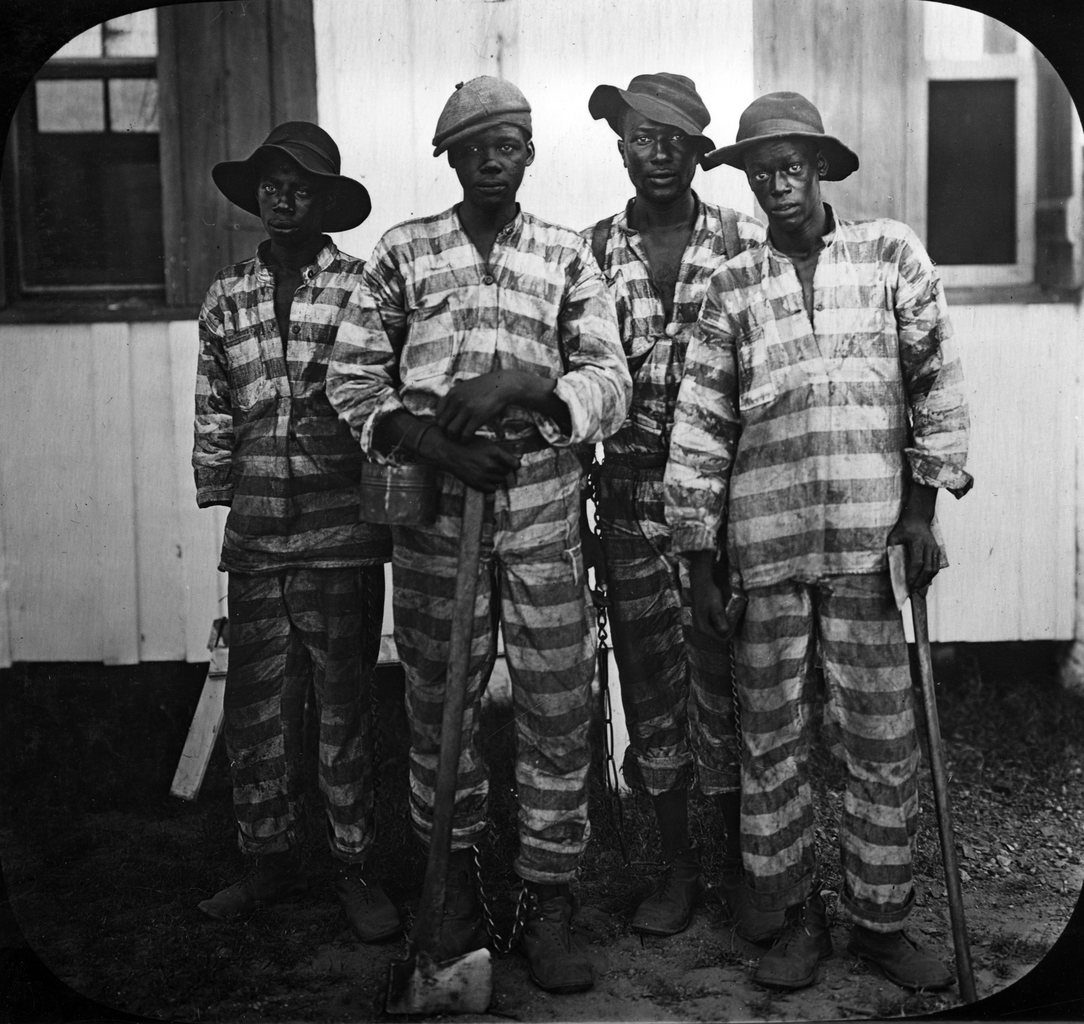
Strafgefangene, die etwa um 1915 in Florida als Holzfäller verpachtet worden waren

Slavery by Another Name: The Re-Enslavement of Black Americans from the Civil War to World War II (übersetzt: Sklaverei unter anderem Namen: Die Wiederversklavung schwarzer Amerikaner vom Amerikanischen Bürgerkrieg bis zum Zweiten Weltkrieg) ist ein 2008 veröffentlichtes Sachbuch des US-amerikanischen Schriftstellers Douglas A. Blackmon, das 2009 mit dem Pulitzer-Preis ausgezeichnet wurde.
Slavery by Another Name thematisiert die Zwangsarbeit inhaftierter schwarzer Männer und Frauen durch das sogenannte Convict Leasing, bei dem Strafgefangene gegen Zahlung einer Gebühr an Privatpersonen oder Unternehmen verpachtet wurden oder in der Form einer Schuldknechtschaft ihre Strafe ableisteten. Beteiligt daran waren sowohl einzelne Bundesstaaten, Kreisregierungen, Friedensrichter, weiße Farmer und Unternehmen. Da sich diese Form der Leibeigenschaft vom Ende des Amerikanischen Bürgerkriegs bis weit in das 20. Jahrhundert nachweisen lässt, argumentiert Blackmon, dass die Sklaverei in den USA nicht durch den Amerikanischen Bürgerkrieg beendet wurde.
Blackmon setzte sich erstmals in einem Artikel für The Wall Street Journal am Beispiel der US Steel mit dem Thema der Zwangsarbeit durch Schwarze auseinander. Auf Grund der sehr weitreichenden Reaktionen auf den Artikel begann er das Thema tiefergehend zu recherchieren. Das auf Basis dieser Recherche entstandene Sachbuch wurde unter anderem auf der Bestseller-Liste der The New York Times Book Review geführt und war 2011 Basis eines Dokumentarfilms für PBS.

## Hintergrund

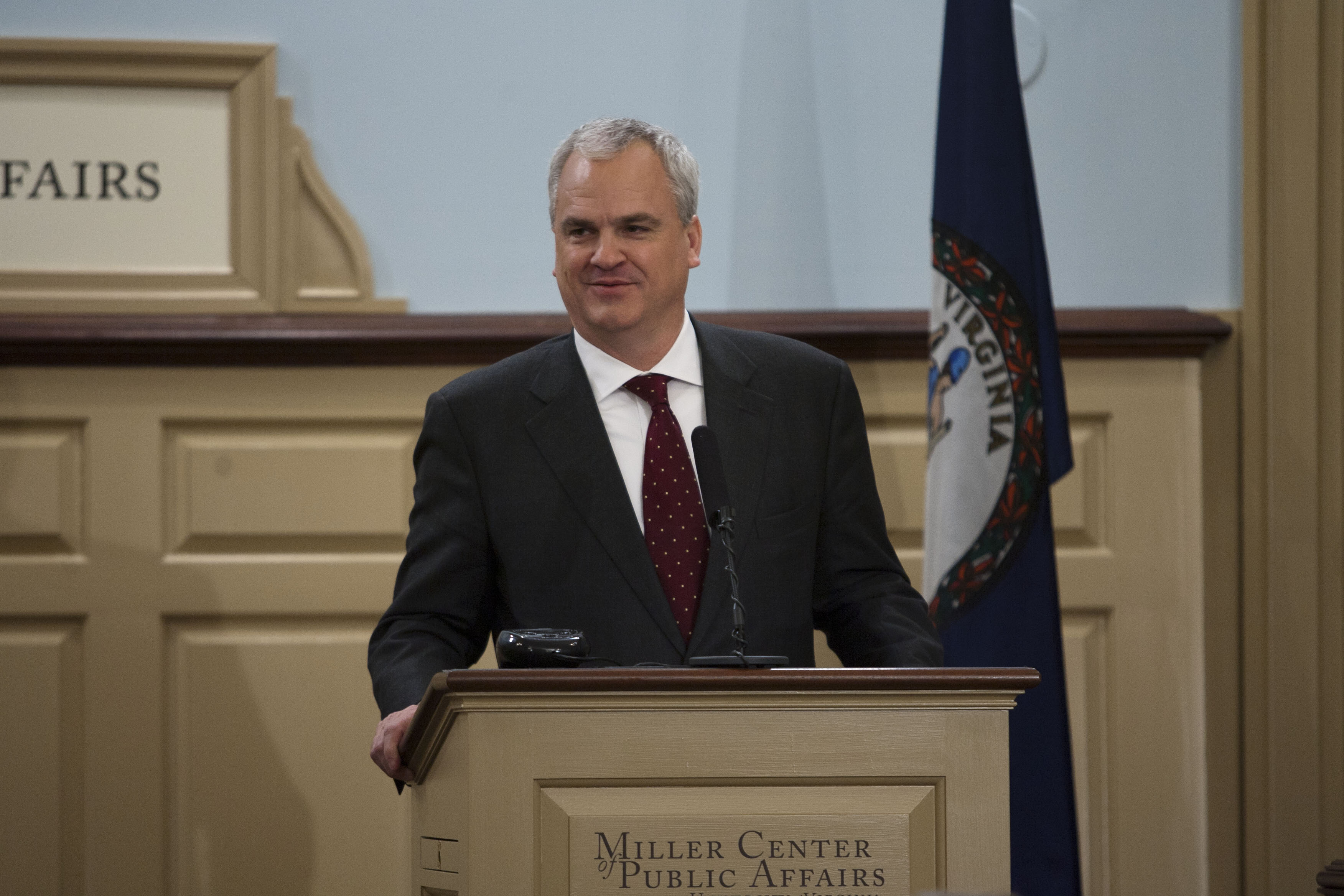
Douglas A. Blackmon

Blackmon ist ein Reporter des Wall Street Journals. Er wuchs in Washington County (Mississippi) auf, wo er als Siebtklässler, ermutigt von seiner Lehrerin und seiner Mutter, einen lokalen Vorfall von Rassismus für einen Geschichtsaufsatz recherchierte. Trotz negativer Reaktionen einiger Erwachsener auf seine Recherche-Arbeiten begründete dies gemäß eigenen Angaben ein anhaltendes Interesse am Verhältnis zwischen Weißen und Afroamerikanern in der US-amerikanischen Geschichte.
Im Jahre 2003 beschrieb Blackmon in einem Artikel den Einsatz von schwarzen Zwangsarbeitern in den Kohleminen von US Steel. Der Artikel traf auf weite Resonanz und wurde 2003 in eine Anthologie der besten Wirtschaftsartikel aufgenommen. Blackmon begann daraufhin, in größerem Umfang zu diesem Thema zu recherchieren. Ursprünglich wollte er die Lebensgeschichte von Green Cottenham erzählen, der 1908 auf Basis eines vermutlich erfundenen Vorwurfs der Landstreicherei verhaftet und verurteilt wurde, unter dem Convict-Lease-System Zwangsarbeit in einer Kohlenmine von US Steel verrichten musste und dabei ums Leben kam. Blackmon war jedoch nicht in der Lage, ausreichend Quellen zu diesem Fall zu finden. Im Rahmen seiner Recherchen fielen ihm jedoch die zahlreichen Verhaftungen und Verurteilungen von Schwarzen auf, die nahelegten, dass es zahlreiche Fälle gab, die mit dem von Green Cottenham vergleichbar waren.

## Inhalt
In der Einführung zu Slavery by Another Name verweist Blackmon auf deutsche Unternehmen, die sich fragen lassen müssen, inwieweit sie während der Herrschaft des Nationalsozialismus von jüdischer Zwangsarbeit profitierten, und stellt die These auf, dass eine Reihe US-amerikanischer Unternehmen in einer vergleichbaren Form von schwarzer Zwangsarbeit profitierten.
Blackmon weist nach, dass Schwarze in den Jahrzehnten nach Ende des Amerikanischen Bürgerkriegs nicht nur zur Zwangsarbeit in Baumwollfeldern, sondern auch in Fabriken und vor allem in Minen eingesetzt wurden. Obwohl Sklaverei mit dem 13. Zusatzartikel zur Verfassung der Vereinigten Staaten seit 1865 formal abgeschafft war, erließen die Südstaaten in den folgenden Jahrzehnten eine Reihe von sogenannten Black Codes, die im Wesentlichen darauf abzielten, Afroamerikaner zu kriminalisieren, sie sozial zu verunsichern und die weiße Oberherrschaft festzuschreiben. Diese Black Codes lieferten auch den Vorwand, Schwarze auf Basis banaler und häufig erfundener Vorwürfe zu mehrmonatigen Haftstrafen zu verurteilen. Sie wurden dann an Plantagen, an Sägewerke und Minen zur Zwangsarbeit vermietet oder wurden von Privatpersonen und Unternehmen gegen Zahlung einer Kaution freigekauft, sofern sie bereit waren, gleichzeitig einen Schuldknechtschaftsvertrag zu unterzeichnen. Damit waren sie schutzlos Lebensbedingungen ausgesetzt, die härter waren als die, die versklavte Personen vor 1860 erfuhren. Während Sklavenhalter ein ökonomisches Interesse hatten, die Arbeitskraft ihrer Sklaven zu erhalten, bestand dieser Anreiz für die Halter von Zwangsarbeitern nicht. Unzureichend mit Nahrung und Kleidung versorgt, angekettet und regelmäßig körperlichen Züchtigungen ausgesetzt, war die Todesrate der sich in Schuldknechtschaft befindenden oder über ein Convict-Lease-System vermieteten Häftlinge außerordentlich hoch. Ein von Blackmon zitierter Fall ist der von John Clarke, der am 11. April 1903 von einem Gericht im Jefferson County wegen Spielen zu einer Geldstrafe verurteilt wurde. Da er nicht in der Lage war, die Geldstrafe zu bezahlen, wurde er an die Sloss-Sheffield-Mine vermietet, wo er seine Strafe eigentlich nach zehn Tagen Arbeit abgeleistet hätte. Zusätzliche Gebühren, die ihm im Rahmen des Gerichtsverfahrens auferlegt wurden, verlängerten seine Zeit der Zwangsarbeit um 104 Tage. Die Sloss-Sheffield-Mine zahlte für die Arbeitskraft an Jefferson County monatlich 9 USD. John Clarke erlebte allerdings das Ende seiner Zwangsarbeit nicht: Er kam nach einem Monat und drei Tagen durch herabfallende Steinbrocken ums Leben. Blackmon nennt zahlreiche weitere Fälle, in denen Häftlinge, die ihre Haftzeit oder die Dauer ihrer Schuldknechtschaft abgearbeitet hatten, unter erfundenen Vorwürfen zu weiterer Zwangsarbeit verurteilt wurden. Friedensrichter, Sheriffs und Angestellte der Landkreise profitierten dabei finanziell davon, wenn sie Interessierte mit solchen Zwangsarbeitern versorgten.
Blackmon weist aber auch darauf hin, dass es der Tod eines verpachteten weißen Strafgefangenen war, der einem sehr breiten Publikum 1922 die Grausamkeit dieses Systems so deutlich machte, dass die Praxis des Convict Leasings in den dann folgenden Jahren final eingestellt wurde. Im Winter 1921 entschied sich Martin Tabert, ein 22 Jahre alter Weißer aus einer zur Mittelschicht gehörenden Farmerfamilie aus North Dakota, zu reisen, um die USA kennenzulernen. Er bereiste den Westen und Mittleren Westen mit dem Zug und arbeitete zwischendurch, um seine Reise zu finanzieren. Im Dezember 1921 war er in den Südstaaten angekommen und da ihm seine finanziellen Mittel ausgegangen waren, sprang er gemeinsam mit einer Gruppe anderer, als Hobo lebender Männer auf einen Güterzug auf. Sie wurden im Leon County (Florida) vom dortigen Sheriff aufgegriffen. Tabert wurde wegen Landstreicherei zu einer Geldstrafe von 25 $ verurteilt und danach für drei Monate an die Putnam Lumber Company verpachtet, die in Arbeitslagern Terpentine aus Holz gewinnen ließ. Taberts Familie hatte zwar innerhalb Tagen ausreichend Geld gesendet, um ihren Sohn auszulösen, aber Tabert war bereits unauffindbar in den Arbeitslagern der Putnam Lumber Company verschwunden. Er überstand die brutalen Arbeitsbedingungen in dem Arbeitslager nicht lange. Der erkrankte Tabert wurde im Januar 1922 von Lagerleiter Walter Higginbotham der Arbeitsscheu beschuldigt. Er wurde gezwungen, sich vor den versammelten 85 anderen Strafgefangenen auf den Boden zu legen, um 35 Schläge mit einem Lederriemen auf den nackten Rücken zu erhalten. Als Tabert nicht in der Lage war, danach aufzustehen, erhielt er weitere 40 Schläge und weitere 24 Schläge, als er sich zu langsam zu seinem Lager bewegte. Tabert starb in der nächsten Nacht. Ein leitender Angestellter der Putnam Tumber Company schrieb an Taberts Familie wenige Tage später, dass ihr Sohn an Malaria gestorben sei. Die Familie veranlasste eine staatsanwaltliche Untersuchung des Vorfalls, gleichzeitig recherchierten Journalisten, was letztendlich zu einem mit einem Pulitzer-Preis ausgezeichneten Artikel in der New York World führte. Higginbotham wurde wegen Totschlags verurteilt, allerdings wurde seine Verurteilung später von einem Gericht in Florida aufgehoben. Der Todesfall, der deutlich machte, dass die Exzesse der in den Südstaaten praktizierten Strafverfolgung sich auch auf Weiße aus angesehenen Familien ausdehnen konnten, wurde in der US-amerikanischen Öffentlichkeit breit diskutiert. Er sorgte unmittelbar dafür, dass in Florida die Anwendung der Peitsche gegenüber Strafgefangenen untersagt wurde.
Die Problematik der illegalen Schuldknechtschaft wurde anhand eines spektakulären Mordfalls einem weiteren Publikum bekannt. 1921 ermordeten der Plantagenbesitzer John S. Williams und sein Aufseher Clyde Manning nachweislich mindestens 11 über Schuldknechtschaftsverträge zu Zwangsarbeit verpflichtete schwarze Arbeitskräfte. Williams fürchtete eine Strafverfolgung wegen Ausübung von Schuldknechtschaft, nachdem er von FBI-Agenten aufgesucht worden war, bezeichnete Schuldknechtschaft aber im ersten Gespräch mit den Agenten als übliche (wenn auch illegale) Praxis in der Region. Vermutlich wäre der Besuch der FBI-Agenten für Williams ohne Konsequenzen geblieben, wenn nicht Wochen später die verwesenden Leichen der Ermordeten in den Gewässern von Jasper County (Georgia) aufgetaucht wären. Schuldknechtschaft lässt sich bis 1941 nachweisen. Am 13. Oktober 1941 bekannte sich Charles E. Bledsoe vor einem Bundesgericht in Mobile, Alabama für schuldig, auf Basis eines Schuldknechtsvertrages einen Afroamerikaner namens Martin Thompson gegen dessen Willen festgehalten zu haben. Bledsoe wurde zur Zahlung einer Geldstrafe von 100 USD und Haft von sechs Monaten auf Bewährung verurteilt.
Bundesstaatsanwälte wie Warren S. Reese versuchten bereits in den frühen 1900er Jahren unter Anwendung von Bundesgesetzen gegen die Schuldknechtschaft diese Praxis zu beenden, erhielten bei diesen Bemühungen aber weder regional noch bundesweit Unterstützung. Das System des Convict Leases beziehungsweise der Schuldknechtschaft in seinen verschiedenen Ausprägungen endete erst mit dem Ausbruch des Zweiten Weltkriegs, als die Notwendigkeit einer nationalen Einigkeit wieder Rassenfragen in den Fokus rückte.

## Rezeption
Janet Maslin schrieb 2008 in einer Kritik für die New York Times, dass Blackmon mit diesem Buch eine der Grundüberzeugungen der US-Amerikaner zunichtemache: dass die Sklaverei in den USA mit dem Amerikanischen Bürgerkrieg endete. Sie hält ihm zugute, dass er einen bislang weitgehend vernachlässigten Aspekt US-amerikanischer Geschichte wieder ins Bewusstsein gerufen habe. Ähnlich fällt das Urteil von Leonard Pitt aus, der Slavery by Another Name ein erstaunliches Buch nannte, das das eigene Geschichtsverständnis dramatisch ändere.
James Smethurst, ein Historiker mit Schwerpunkt auf Afroamerikanischer Geschichte, nennt Slavery by Another Name ein Kompendium über das Ende der Reconstruction, dem Versuch der Umformung der von Sklaverei abhängigen Südstaaten. Smethurst nennt jedoch die Fülle an Beispielen auch eine Schwäche des Buches. Er beklagt auch, dass Blackmon nicht hinreichend zwischen dem Convict-Lease-System und Schuldknechtschaft differenziert habe. Vernachlässigt habe Blackmon auch die zahlreichen Zeugnisse zur Zwangsarbeit und Schuldknechtschaft, die sich in der afroamerikanischen Literatur finden. Er hebt jedoch auch hervor, dass das Buch den Umfang und das Grauen dieser Form moderner Sklaverei deutlich mache.

## Einzelbelege
1. ↑  Blackmon: Slavery by Another Name. 2012, S. 404 und S. 405.
2. ↑   PBS Einführung zur Dokumentation, die auf Blackmons Film beruht, aufgerufen am 28. Dezember 2013
3. ↑  Interview mit Blackmon in den MPRNews, aufgerufen am 28. Dezember 2013
4. ↑  Interview mit Blackmon in den MPRNews, aufgerufen am 28. Dezember 2013
5. ↑  Blackmon: Slavery by Another Name, 2012, S. 39
6. ↑  Blackmon: Slavery by Another Name, 2012, S. 53
7. ↑  Blackmon, 2012, S. 112
8. ↑  Blackmon: Slavery by Another Name. 2012, S. 366.
9. ↑  Blackmon: Slavery by Another Name. 2012, S. 367.
10. 1 2  Blackmon: Slavery by Another Name. 2012, S. 363–367.
11. ↑  Blackmon: Slavery by Another Name. 2012, S. 363.
12. ↑  Blackmon: Slavery by Another Name, 2012, S. 377 und S. 378.
13. ↑  Besprechung des Buches in der New York Times vom 10. April 2008, aufgerufen am 28. Dezember 2013
14. ↑  Besprechung des Buches in der Baltimore Sun vom 28. Juli 2008, aufgerufen am 28. Dezember 2013
15. ↑  Besprechung des Buches durch James Smethurst vom 22. Juni 2008, aufgerufen am 28. Dezember 2013